# Stadion Shenzhen
Stadion Shenzhen (chiń. 深圳体育场; pinyin Shēnzhèn Tǐyùchǎng) – wielofunkcyjny stadion w dzielnicy Futian, w Shenzhen, w prowincji Guangdong, Chińskiej Republice Ludowej. Jest aktualnie używany głównie do meczów piłki nożnej. Pojemność stadionu wynosi 33 000 osób i jest stadionem domowym Shenzhen Ruby.
Został zbudowany w czerwcu 1993 roku, kosztem 141 milionów RMB. Ma o on powierzchnię 24 892 m².